# 霍嘉恩
霍嘉恩（英語：Gracey Fok Ka Yan，1991年10月9日—），香港女模特及電視節目主持人，曾為香港有線電視和奇妙電視藝員，參與不同電視台的節目。

## 簡歷
霍嘉恩畢業於國立臺中教育大學幼兒教育學系。她大學畢業回到香港後，從事模特兒工作一年，之後便加入香港有線電視。

## 演出

### 電視節目（ViuTV）
- 2020年：《對號入座》十二星座男女
- 2020年：《大學五件事》主持
- 2023年：《區區都有STEM》主持

### 電視劇（ViuTV）
- 2020年：《熟女強人》 飾 Jamie女友

### 電視節目（奇妙電視 / 香港開電視）
- 2017-2018年：《喜出望外》主持
- 2020年：《30分鐘大放餸》客席主持
- 2021年：《細路開電視》主持
- 2021年：《30分鐘大放餸》主持
- 2021年：《星宅大曝光》主持
- 2021年：《世界零食開倉戰》主持

### 電視節目（香港有線電視）
- 2016-2017年：《為食情報局》主持

### 電影
- 2021年：《一秒拳王》飾 八十年代護士

## 外部連結
- 霍嘉恩的Instagram帳戶
- 霍嘉恩的Facebook專頁